# Leszek Opioła
Leszek Opioła, psued. Fazi (ur. 26 stycznia 1958, zm. 7 lipca 2014 w Nowym Jorku) – polski fotograf, animator i popularyzator życia muzycznego.

## Życie i działalność
W latach 80. XX wieku działał jako animator życia muzycznego w Rzeszowie, będąc między innymi współtwórcą festiwalu „Rock Galicja” i współzałożycielem biura Alma-Art. Współpracował w tym okresie między innymi z lokalnym klubem studenckim „Plus”, a także był w 1986 współinicjatorem powstania nowo falowego zespołu One Million Bulgarians, którego był menedżerem.
Od 1989 mieszkał w USA, gdzie pracował jako fotograf, projektant okładek płyt oraz reżyser i producent wideoklipów. Jako fotograf dla prasy muzycznej w USA uwiecznił na zdjęciach między innymi: Chucka Berry’ego, B.B. Kinga, Jerry’ego Lee Lewisa czy Iggy’ego Popa. Współpracował z muzeum bluesa w Chicago Chess Records. W 2013 podczas Chicago Blues Festival prezentowana była wystawa jego prac pt. „See the Blues, Hear the Music”. Jako fotograf zajmował się również dokumentacją życia amerykańskich Indian, a efektem jego pracy była między innymi wystawa pt. „Indianie Wielkich Równin” prezentowana w Polsce między innymi w Muzeum Etnograficznym w Warszawie. Jego zdjęcia prezentowane były w Polsce, USA i Wielkiej Brytanii.
Został pochowany na cmentarzu parafialnym w Borku Starym.